# Brachygobius sua
Brachygobius sua es una especie de peces de la familia de los Gobiidae en el orden de los Perciformes.

## Morfología
Los machos pueden llegar a alcanzar los 3 cm de longitud total.

## Alimentación
Come zooplancton.

## Hábitat
Es un pez de clima tropical y demersal.

## Distribución geográfica
Se encuentran en Asia:  cuencas de los ríos Chao Phraya en Tailandia

## Observaciones
Es inofensivo para los humanos.